# 一府二鹿三艋舺
一府二鹿三艋舺，或做一府二鹿三艋為一句台灣閩南語諺語，描述清治臺灣自19世紀後期開始奠定臺北為清治臺灣經濟中心和政治中心地位的開墾史。一府為臺灣府城（今台南市中西區與部分東區、北區及南區部分邊陲），二鹿為鹿港（今彰化縣鹿港鎮），三艋舺則為今台北市萬華區。

## 背景
唐山（中國大陸俗稱）沿海的移民自明朝中葉以後跨海來台，一路從從臺南府城、鹿港到艋舺，從南台灣，後來才北台灣來發展。至18世紀中的清乾隆、嘉慶年之後，民間產生一府、二鹿、三艋舺三大城鎮說法。
此三個城市皆有航運之便，為當時最重要的交通方式及經濟命脈。除「一府二鹿三艋舺」外尚有許多說法，榜上有名的城市當時同為重要商港。

## 各城開發史

### 府城
台南為台灣移民最早開墾的地區，最早由西拉雅人所開發。15世紀即有仰賴海洋維生的漁民、船員甚至海賊倭寇在此定居。事實上，台灣之名最早僅指台南安平附近，後來才擴及全島。
1602年，荷蘭東印度公司成立。隨即1604年、1622年兩次出兵台灣海峽中的澎湖，欲作為東亞貿易基地，但遭明朝反對。東印度公司祇得在明朝默許下，轉至當時不屬於明朝版圖的東番（即台灣），隨後攻佔位於今日台南的台江內海作為中心，以武力為基礎擴大殖民地範圍。連橫所著《台灣通史》序中寫道「台灣固無史也，荷人啟之…」，即反應台灣近代史係由荷蘭人起始。
1644年，明朝滅亡、滿清入關。當時反清勢力蜂起，明鄭鄭成功（國姓爺）即為其中一股強大的勢力。唯經過幾場敗仗後，決定赴台灣，作為之後為反清的基地。1662年，鄭氏攻下荷人政治中樞熱蘭遮城，以祖籍地賦名安平鎮，設置承天府作為明鄭行政中心，控制了台南沿海一帶平原地區。
1683年，清提督施琅攻滅明鄭，明鄭王朝滅亡，延續明鄭的建制設一府三縣，府衙門位於台南(台灣縣)，是故該地亦有府城之別稱。台南此後繼續成為清治臺灣首府百餘年，是為一府。之後港口淤塞，清末至日治時期交通地位逐漸被高雄港（舊稱打狗港）所取代，戰後台南雖新築安平港，但今日僅為高雄港之輔助港。

### 鹿港
二鹿即彰化縣鹿港鎮，為台灣第一個由漢人開發的城市據點。其發達肇因於1784年（清高宗乾隆49年）清朝政府仿鹿耳門及廈門模式設立專員管理，開放「福建泉州府晉江縣所屬蚶江口」與「台灣府彰化縣鹿仔港」來往通商。此後行郊雲集、商務發達，迅速成為中部第一大港。
鹿港的興起，係掌握許多交通便利性。首先，鹿港為河港城市，但可直接出入台灣海峽。此外,由鹿港到大陸本土的交通航程,是台灣城鎮裡最短的。當時濁水溪由鹿港出海，亦可使船隻上溯航行。
然而，鹿港的港口優勢卻因為泥沙淤積而逐漸沒落。嘉慶中葉後，來往商船已漸改由南方的王功港，道光年間，王功港步上淤塞後塵，再改從番仔挖（今芳苑鄉）出入。同治年間，番仔挖復告淤塞，祇得在光緒年間，在鹿港以西4公里處新開沖西港。
日治以後1898年（明治31年），沖西港再因濁水溪氾濫再告淤塞，於是又在鹿港街西北方6開福隆港。但此港十分克難，戎克船僅能在滿潮時出入，復以竹筏運至鹿港街。
日治初期興建縱貫鐵道，鹿港則被摒除在外。後雖有糖業糖道兼辦客運通往彰化及員林（戰後稱為員西線），通衢地位仍然不再。日治末期，鹿港近郊已完全陸化，連小船也不能進入。中日戰爭爆發又終止與中國貿易。戰後，台灣與中國大陸由於同由國民政府統治，而一度恢復海峽兩岸貿易，但隨即又因為國共內戰、兩岸分治而終止。出外謀生的居民稱為鹿僑。其港口地位後來被新築之台中港(日治時期稱新高港)所取代。

### 艋舺
三艋舺，指今臺北市萬華區，為台北早期街市之一。艋舺位於大嵙崁溪（今大漢溪）、新店溪及淡水河交匯處，水運優越，可通達台北盆地大小聚落（如淡水、松山、景美、新店、新莊、板橋等地）。清朝嘉慶以後，北台灣因物產豐富、人口增加快，使得台灣的的經濟重心漸向北移，艋舺便藉此而興起，艋舺位置雖在內河，但淡水河水量充沛，貨船可直航到唐山互市。公家亦將衙門機構由新莊、淡水轉移此地，奠定今日台北發展的根基。
艋舺之後由大稻埕接替。兩地的消長與以下幾點有關：
1. 分類械鬥：艋舺人分類意識強烈，時常爆發嚴重分類械鬥，導致市況日趨凋敝。人口遂外流至北方的大稻埕發展。
2. 交通地位：新店溪及大嵙崁溪日漸改道，合流點改至大稻埕附近。而清代興築的台灣鐵路，車站也座落於大稻埕。

## 其他說法
除一府二鹿三艋舺外，尚有其他說法：
- 府鹿淡（Hú-lo̍k-tām）：府城、鹿港、淡水，見於1873年《廈英大辭典》。
- 一府二鹿三笨、一府二笨[3]：笨即笨港，「一府二鹿三笨」見於原「顏鄭兩公開拓北港碑記」，「一府二笨」在2001年以後才在北港當地出現，見「一府二鹿三艋舺四笨港」。
- 一府二鹿三新莊[4]：新莊即今新北市新莊區，後被同屬淡水河流域的艋舺取代。
- 一府二鹿三艋舺四笨港[5]:242。
- 一府二鹿三艋舺四寶斗[6]：寶斗為今彰化縣北斗鎮。
- 一府二鹿三艋舺四北投[7]：北投為今南投縣草屯鎮北投里，位於草屯市街西側臨貓羅溪岸，草鞋墩街（今草屯市街）興起前為繁榮的政商中心。
- 一府二鹿三艋舺四寶斗五番挖[8]：番挖為今彰化縣芳苑鄉芳苑、王功一帶。
- 一府二鹿三艋舺四月津[9]：月津港位於今台南市鹽水區。
- 一府二鹿三艋舺四竹塹五諸羅六大里杙[10]：竹塹為今新竹市北區，諸羅縣為今嘉義市，大里杙為今台中市大里區。

## 相關
- 台灣歷史
- 台灣清治時期
- 台灣城市歷史人口